# Adriaen Hermansz. Roest
Adriaen Hermansz. Roest (Amsterdam, 1623 - waarschijnlijk aldaar, 1664) was een boekdrukker te Amsterdam in de periode 1649-1652.

## Leven en werk

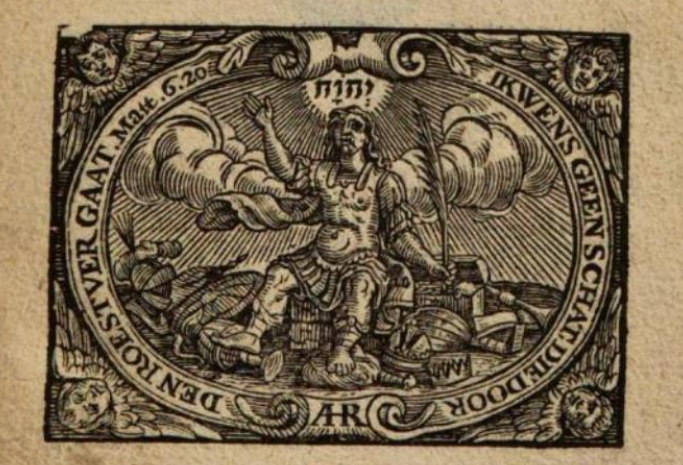
Uitgeversmerk Roest in de publicatie Verhael van de verwoestinge des stadts Troje 1651

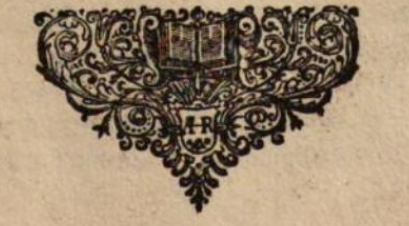
Titelbladvignet met initialen van Adriaen Roest

Adriaen Hermansz. Roest werd in 1623 geboren als zoon van Harmen Roest. Op 19 maart 1650 ging hij in ondertrouw met Machteltje Coenen van Wesel (destijds 24 jaar oud) en woonachtig op de Brouwersgracht. Zij had geen ouders. Adriaen Hermansz. Roest en Machteltje Coenen van Wesel kregen in 1652 een zoon, Adriaen. Datzelfde jaar, toen Adriaen ¾ jaar oud was, overleed Adriaen Hermansz. Roest. Vanaf 1649 was Adriaen Hermansz. Roest actief als boekdrukker. Hij woonde toen in de Bloemstraat in Amsterdam (naast de Fonteyn van Aken). In 1650 verhuisde hij naar de Dirck van Hasselt-steeg. In 1651 verhuisde hij naar de Zee-dijk, bij de Water-poorts-steeg, waar hij tot aan zijn overlijden in 1664 woonde.
Roest werkte onder andere samen met de drukkerij van Pieter la Burgh en boekverkoper Jasper Adamsz Star (gevestigd in 1650 aan de Nieuwe-Kerk-Steegh bij de Dam, Amsterdam) en uitgever Johannes Troost. 
Een pamflet van Roest is Vrolinghs Ootmoedigh Gebedt met een Dankseggingh tot God, over de subite aftrekkinge van sijn Hoogheyt, voor de Stadt Amsterdam (1650).
In het uitgeversmerk van Roest in de publicatie Verhael van de verwoestinge des stadts Troje (1651) staat het motto: Ik wens geen schat, die door den Roest vergaat. Matt. 6.20. In het midden zijn de initialen AR zichtbaar. Een ander titelbladvignet met de initialen van Roest keert terug in onder andere de publicaties Vereeninghs-schrift der christenen (1661) van Daniel Zwicker en Disputatio de comoediis, dat is, Twist-redenering van de schou-speelen. Gehouden en voorgestelt, in de Hooge-School van Utrecht (1650) van Gisbertus Voetius.

## Gedrukte werken
De werken die Roest drukte waren met name in het Nederlands geschreven, met enkele uitzonderingen in het Latijn.
Roest drukte onder andere de volgende werken:
- Hendrik van Diest. (1651) Theologia biblica, dat is: Bibelsche ghod-gheleertheit.
- Publius Vergilius Maro. (1651) Verhael van de verwoestinge des stadts Troje. Uyt het tweede, en ten deele uyt het eerste boeck / van Virgilius. Voorgestelt, en door levende afbeeldinge verthoont by eenige Amsterdamsche studenten, onder het beleyt van D. Franciscus van den Enden.
- Roelof Pietersz. (1651) ‘t Lof des Heylighen Geestes: dat is, korte verklaringe van het wesen, de eygenschappen, ende werckingen des H. Geestes.
- Joost van den Vondel. (1650). J. v. Vondels poëzy of verscheide gedichten.
- Daniel Zwicker. (1661) Vereeninghs-schrift der christenen ofte De voornaemste stellingen der disputatie Mini Celsi van Sene: Hoe verre het yemant geoorlooft is in het bedwingen der ketters te procedeeren.
- Gisbertus Voetius. (1650) Disputatio de comoediis, dat is, Twist-redenering van de schou-speelen. Gehouden en voorgestelt, in de Hooge-School van Utrecht.